# Rileyinae
Rileyinae Ashmead, 1904, è una piccola sottofamiglia di Insetti interna alla famiglia degli Euritomidi (Hymenoptera Chalcidoidea), comprendente circa 50 specie parassitoidi.

## Morfologia
I caratteri morfologici distintivi e comuni alla maggior parte dei Rileiini consistono nella presenza di 2-3 anelli nell'antenna, nel prepetto molto ridotto, nella presenza di uno sclerite indipendente fra l'attacco dell'ala anteriore e il pronoto, nel marcato accorciamento dei primi tergiti del gastro.

## Biologia
I Rileiini sono parassitoidi in genere associati a Ditteri Cecidomidi galligeni. Sono tuttavia presenti anche specie oofaghe associate a Ortotteri e Rincoti Eterotteri.

## Sistematica
Riconosciuta da tutti gli Autori, la sottofamiglia dei Rileiini comprende circa 50 specie ripartite fra 12 generi:
- Archirileya
- Austrophotismus
- Boucekiana
- Buresium
- Calorileya
- Dougiola
- Macrorileya
- Matna
- Neorileya
- Platyrileya
- Pseudrileya
- Rileya